# Braunschweigische Landschaft
Die Braunschweigische Landschaft ist ein eingetragener Verein in Niedersachsen mit Sitz in Braunschweig.
Sie zählt zu den Landschaftsverbänden in Niedersachsen und wurde 1990 gegründet. Ihr Wirkungsbereich umfasst das Braunschweiger Land, genauer: die Landkreise Wolfenbüttel, Helmstedt und Peine sowie die Städte Braunschweig, Salzgitter und Wolfsburg. Das ehemals zu Braunschweig gehörende Thedinghausen gehört zum Zuständigkeitsbereich des Landschaftsverbandes Stade.

Wirkbereich der Braunschweigischen Landschaft (dunkelrot) in Niedersachsen

## Aufgaben
Die Braunschweigische Landschaft besitzt wie die anderen Landschaften und Landschaftsverbände in Niedersachsen hauptsächlich kulturpolitische Aufgaben. Sie besitzt die Rechtsform eines eingetragenen Vereines und nimmt im Auftrage ihrer Gebietskörperschaften und des Landes Niedersachsen zentrale kommunale und dezentrale staatliche Aufgaben auf den Gebieten der Kultur, Wissenschaft und Bildung wahr und betreibt dazu entsprechende Einrichtungen.